# Black Lake (Saskatchewan)
Black Lake je malá indiánská obec v severovýchodním Saskatchewanu, v Kanadě, nacházející se na severozápadním břehu jezera Black Lake, na místě, kde řeka Fond du Lac vytéká z jezera a teče směrem k jezeru Athabaska. Čítá asi 1450 obyvatel. Je domovem kmene Black Lake Denesuline Nation, kteří mluví Dené a anglicky. Rozloha pozemků této indiánské rezervace národa Dené je více než 32000 ha.. Dříve tato skupina od jezera Black Lake používala jméno "Stony Rapidská", kterým se nyní nazývá oddělená obec 20 km severozápadně dolů po proudu na řece Fond du Lac, která již nepatří do rezervace.

## Doprava
Stejně jako blízké Stony Rapids není Black Lake ze zbytku provincie po většinu roku přístupné po silnici. Existuje tu jen prašná cesta zajišťující přístup do Stony Rapids, nicméně, během zimy spojuje oblast sezónní silnice se silnicí Saskatchewan Provincial Road 905, která míří k jihu.
Vzdušné spojení zajišťují letiště Black Lake Water Aerodrome a Stony Rapids Airport.